# Veronica Jones-Perry
Veronica Jones-Perry (ur. 20 stycznia 1997 w West Jordan) – amerykańska siatkarka, reprezentantka kraju, grająca na pozycji przyjmującej oraz atakującej. 

## Kariera klubowa
| Lata                      | Klub                               |
| 2015–2019                 | Brigham Young University           |
| 2019–2020 (do 17.01.2020) | Banca Valsabbina Millenium Brescia |
| 2020–2020 (od 20.01.2020) | E.Leclerc Radomka Radom            |
| 2020–2021                 | Grot Budowlani Łódź                |
| 2021–2022                 | ŁKS Commercecon Łódź               |
| 2022–2024                 | Sesc RJ Flamengo                   |

## Sukcesy klubowe
Mistrzostwa NCAA:
- 2019

Superpuchar Polski:
- 2020

Liga polska:
- 2022[8]

Liga brazylijska:
- 2024[9]

## Sukcesy reprezentacyjne
Puchar Panamerykański:
- 2019
- 2024[10]
- 2021, 2022[11]

## Nagrody indywidualne
- 2020: MVP Superpucharu Polski
- 2021: Najlepsza przyjmująca Pucharu Panamerykańskiego
- 2024: Najlepsza przyjmująca Pucharu Panamerykańskiego[12]